# Lávka u Aldisu
Lávka u Aldisu je most pro pěší a cyklisty v centru Hradce Králové překlenující řeku Labe v místě spojnice pravobřežní ulice Škroupovy a levobřežní ulice Collinovy v oblasti mezi Tyršovým a Labským mostem. 
V návaznosti na lávku je plánována revitalizace Škroupovy ulice, čímž vznikne spojnice třídy Karla IV. se zónou u Aldisu a dále Šimkovými sady.
Lávku tvoří nosná lana, ocelová žebrová konstrukce a 39 segmentů mostovky z vysokopevnostního betonu UHPC. Ten je vyztužen ocelovými vlákny, což z něj dělá pětinásobně pevnější beton, než se běžně používá na mostní konstrukce.
Projektovou dokumentaci RDS vypracovala společnost Valbek spol. s r.o., generálním projektantem všech předcházejících projekčních fází byl Libor Kábrt. Zhotovitelem lávky je společnost SMP CZ, a.s.
Lávka si vyžádala celkovou investici ve výši 174,76 milionu včetně DPH. Město Hradec Králové ze svého rozpočtu zaplatilo přibližně 72 milionů korun, zbytek z celkové částky pokryla dotace z Integrovaného regionálního operačního programu ve výši 102,7 milionu korun. Projekt byl realizován v rámci Integrované územní investice Hradecko-pardubické aglomerace.

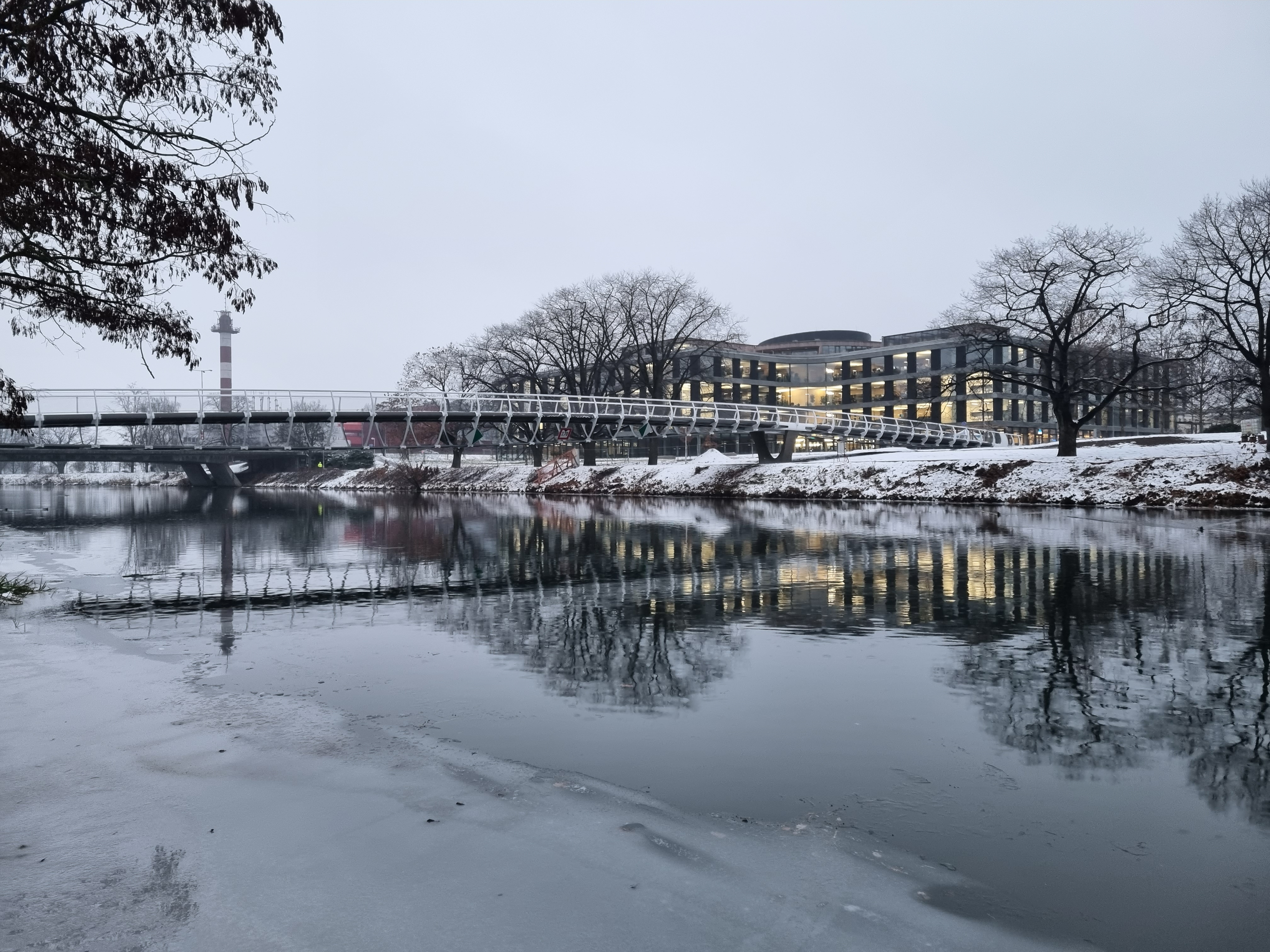
Lávka před dokončením v prosinci 2022

## Lávka přes Labe v datech
- červen 2001 – v královéhradeckém BP Studiu vznikl první návrh 70 metrů dlouhé a šest metrů široké lávky, hotova prý mohla být jen o jeden rok později
- říjen 2003 – prostranství u Aldisu se mění, avšak lávce stojí v cestě osmdesátiletý dub červený, který by kvůli ní musel padnout
- srpen 2005 – krajský úřad potvrdil, že tři stromy se kvůli lávce mohou skácet, ochranáři se však odvolali k soudu
- srpen 2007 – město kapitulovalo a žádost o kácení vzalo zpět
- červen 2011 – na světě je nový návrh, je skromnější a dub červený může růst středem lávky
- prosinec 2013 – Hradec vypsal architektonickou soutěž, které se zúčastnilo 33 týmů
- duben 2014 – vítězem soutěže se stal návrh architektů Libora Kábrta, Gabriely Elichové a Martina Elicha s odhadnutou cenou 34 mil. Kč s DPH
- květen 2014 – rada města vítězný návrh vyloučila (kvůli podezření, že přizvaný odborný znalec Lukáš Vráblík byl podjatý)[5]
- říjen 2014 – ÚOHS verdikt města zrušil, rada vzápětí potvrdila původní výsledky architektonické soutěže
- léto 2015 – ČSOB potvrzuje, že u Aldisu bude stavět své sídlo až pro tisíc zaměstnanců a lávku si klade jako podmínku
- březen 2017 – stavba lávky získává rozhodnutí o umístění stavby
- červenec 2018 – stavba lávky získává stavební povolení
- srpen 2020 – uzavřena smlouva o dílo s vybraným dodavatelem za 161,8 mil. Kč s DPH
- září 2021 – zahájena stavba, sporný dub musel být nakonec kvůli napadení dřeva poražen[6]
- srpen 2022 – zastupitelé Hradce Králové schválili zvýšení ceny lávky přes Labe o 7,5 milionu korun na 169,3 milionu s DPH.[7]
- únor 2023 – zastupitelé Hradce Králové schválili zvýšení ceny lávky přes Labe na celkových 175 mil. Kč s DPH
- 2. března 2023 – slavnostní otevření lávky[8]